# 18. listopad
18. listopad je 322. den roku podle gregoriánského kalendáře (323. v přestupném roce). Do konce roku zbývá 43 dní.

## Události

### Česko
- 1297 – Český král Václav II. získal Krakovsko a Sandoměřsko za 5000 hřiven stříbra od polského knížete Vladislava Lokýtka.
- 1862 – V Praze bylo otevřeno Prozatímní divadlo slavnostním představením hry Král Vukašín od Vítězslava Hálka.
- 1883
  - Po požáru bylo poprvé otevřeno Národní divadlo v Praze Smetanovou Libuší.
- 1983 – Národní divadlo v Praze bylo po několikaleté rekonstrukci a přestavbě znovu otevřeno.
- 1989 – Ze solidarity se studenty zahájili divadelníci v Praze týdenní protestní stávku. Rozšířila se i do mimopražských divadel.
- 1998 – Petice a jednodenní bojkot monopolního SPT Telecomu českými uživateli odvrátily zdražení rychle se rozšiřujícího vytáčeného připojení k internetu.

### Svět
- 1302 – Papež Bonifác VIII. vydal bulu Unam sanctam, ve které vyložil svůj pohled na poměr světské a duchovní moci. Papež je nadřazen všem i císaři. Bula byla ostře namířená hlavně proti francouzskému králi Filipovi IV. Sličnému.
- 1421 – Po prolomení hráze záliv Severního moře Zuiderzee v Nizozemsku zatopil 72 okolních vesnic a zabil odhadem 10 000 lidí.
- 1626 – Bazilika svatého Petra byla vysvěcena v den výročí vysvěcení původního kostela roku 326.
- 1655 – Švédské vojsko za tzv. „Potopy“ začalo obléhat slezský poutní klášter Jasná Hora u Čenstochové. Trvalo do 27. prosince.
- 1803 – Haitské revoluce vyvrcholila bitvou u Vertières, která skončila konečným vítězstvím haitských povstalců.
- 1918
  - Lotyšsko vyhlásilo nezávislost na Rusku.
  - Skupina důstojníků vedená admirálem Alexandrem Kolčakem svrhla v Omsku vládu takzvaného direktoria. Admirál Kolčak byl následně provolán vrchním vládcem a diktátorem celého Ruska.
- 1919 – Tor Bergeron objevil okluzní proces.
- 1926 – George Bernard Shaw odmítl přijmout peníze za Nobelovu cenu se slovy „Můžu Nobelovi odpustit vynález dynamitu, ale pouze ďábel v lidské podobě mohl vymyslet Nobelovu cenu.“
- 1978 – Kazatel sekty Chrám lidu, Jim Jones, nařídil v Jonestownu svým ovečkám hromadnou sebevraždu.
- 1987 – Při požáru ve stanici King's Cross londýnského metra zemřelo 31 lidi.
- 1991 – Válka v Jugoslávii: dobytím města skončilo 85denní obléhání chorvatského Vukovaru Jugoslávskou lidovou armádou.

## Narození

### Česko
- 1666 – Evžen Tyttl, opat plaského kláštera († 20. března 1738)
- 1695 – David Nitschmann, misionář a první biskup Moravské církve († 5. října 1772)
- 1803 – Leopold Schwarzenberg, rakouský generál († 17. listopadu 1873)
- 1839 – Emil Škoda, technik a podnikatel († 8. srpna 1900)
- 1862 – Erdmann Spies, československý politik německé národnosti († 21. května 1938)
- 1874 – Josef Egem, pěvec, hudební skladatel a pedagog († 8. srpna 1939)
- 1847 – Eliška Krásnohorská, spisovatelka († 26. listopadu 1926)
- 1852
  - Mikoláš Aleš, malíř a ilustrátor († 10. července 1913)
  - Karl Ungermann, rakouský a český politik († 31. srpna 1915)
- 1876 – František Hnídek, československý politik († 3. března 1932)
- 1878 – Edmund Burian, československý politik († 23. listopadu 1935)
- 1879 – František Záviška, teoretický fyzik († 17. dubna 1945)
- 1880 – Emil Lehmann, sudetoněmecký folklorista a etnograf († 22. srpna 1964)
- 1881 – Juraj Vyskočil, československý politik slovenské národnosti († 6. června 1951)
- 1907 – Gustav Nezval, divadelní a filmový herec († 17. září 1998)
- 1909 – František Taiber, vojenský, zkušební a dopravní pilot († 24. prosince 1973)
- 1911 – Václav Renč, básník a dramatik († 30. dubna 1973)
- 1912 – Vilém Hrubý, archeolog († 23. září 1985)
- 1919 – Jaroslav Štercl, herec, komik, lidový bavič († 4. dubna 1996)
- 1921 – Liselotte Teltscherová, rostlinná fyzioložka († 14. června 2009)
- 1925 – Alois Apfelbeck, matematik († 5. prosince 1992)
- 1927 – Karel Hudec, zoolog († 10. listopadu 2017)
- 1932 – Bedřich Jelínek, informatik a matematický lingvista († 25. září 2010)
- 1934 – Miroslav Hucek, fotograf († 29. ledna 2013)
- 1935 – Zdeněk Johan, geolog a mineralog († 13. února 2016)
- 1944 – Helena Štáchová, loutkoherečka, zpěvačka, scenáristka, režisérka († 22. března 2017)
- 1960 – Marcela Březinová, zpěvačka, textařka, učitelka
- 1968 – Martin Sitta, herec
- 1975 – Michal Zelenka, herec
- 1984 – Kamil Kreps, hokejista
- 2000 – Petr Kelemen, silniční cyklista

### Svět

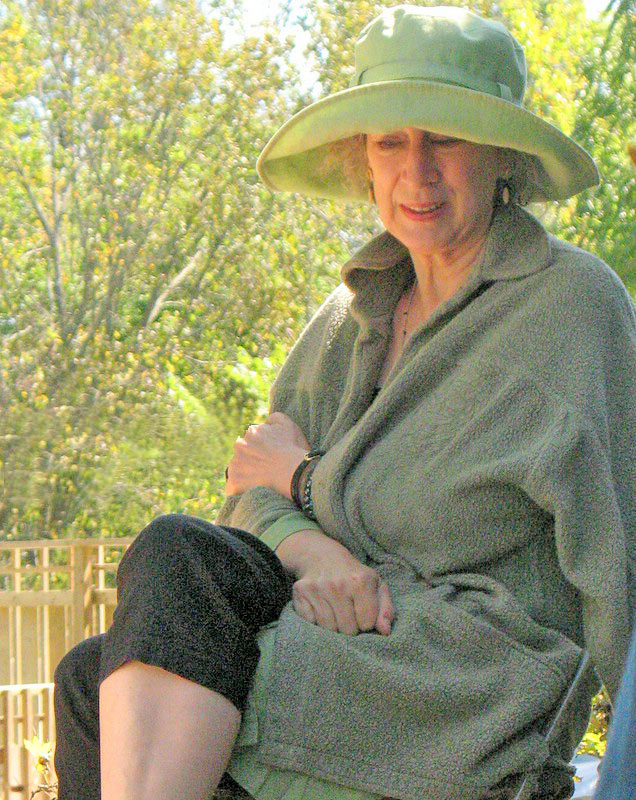
Margaret Atwoodová (* 1939)

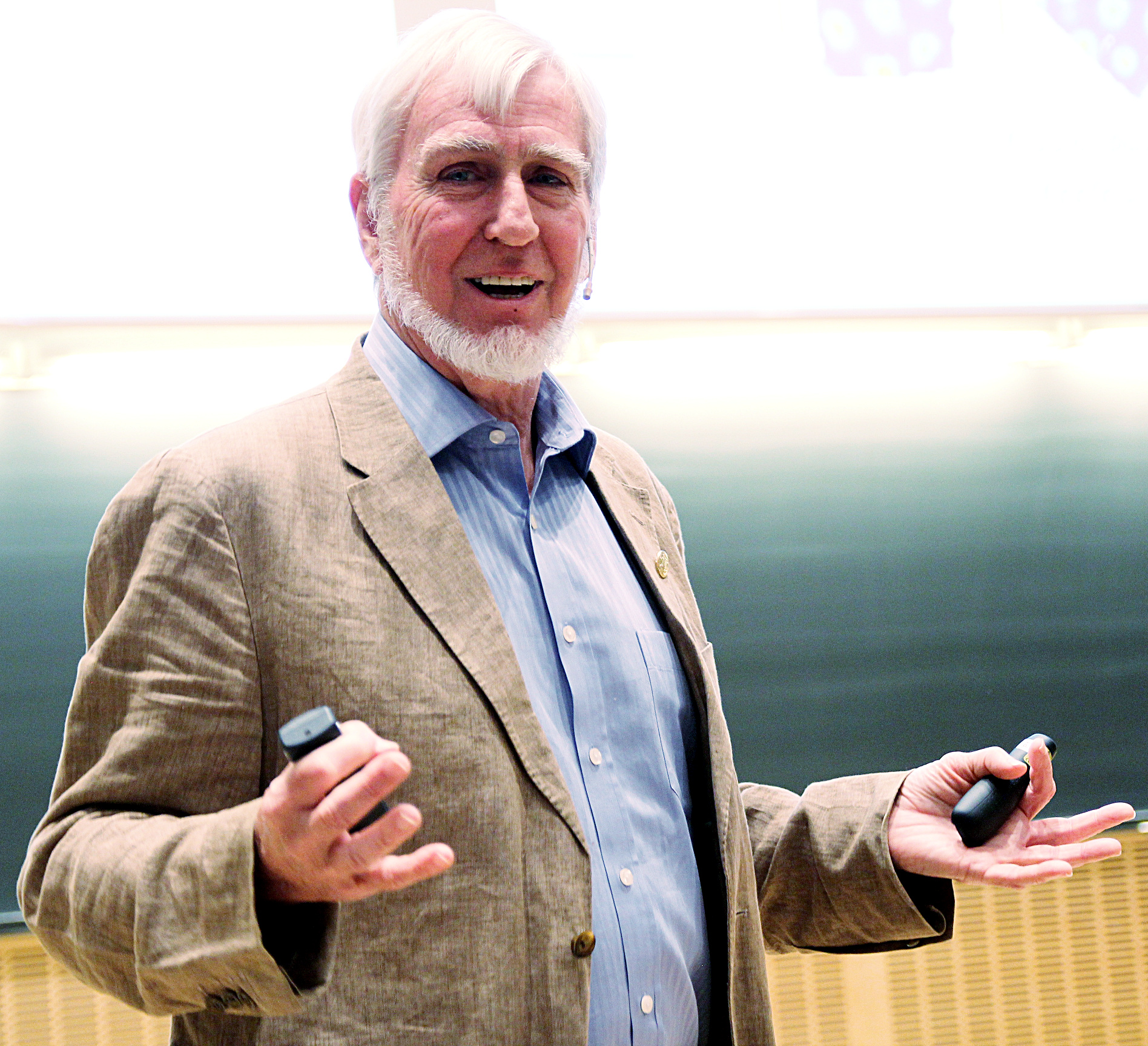
John O'Keefe (* 1939)

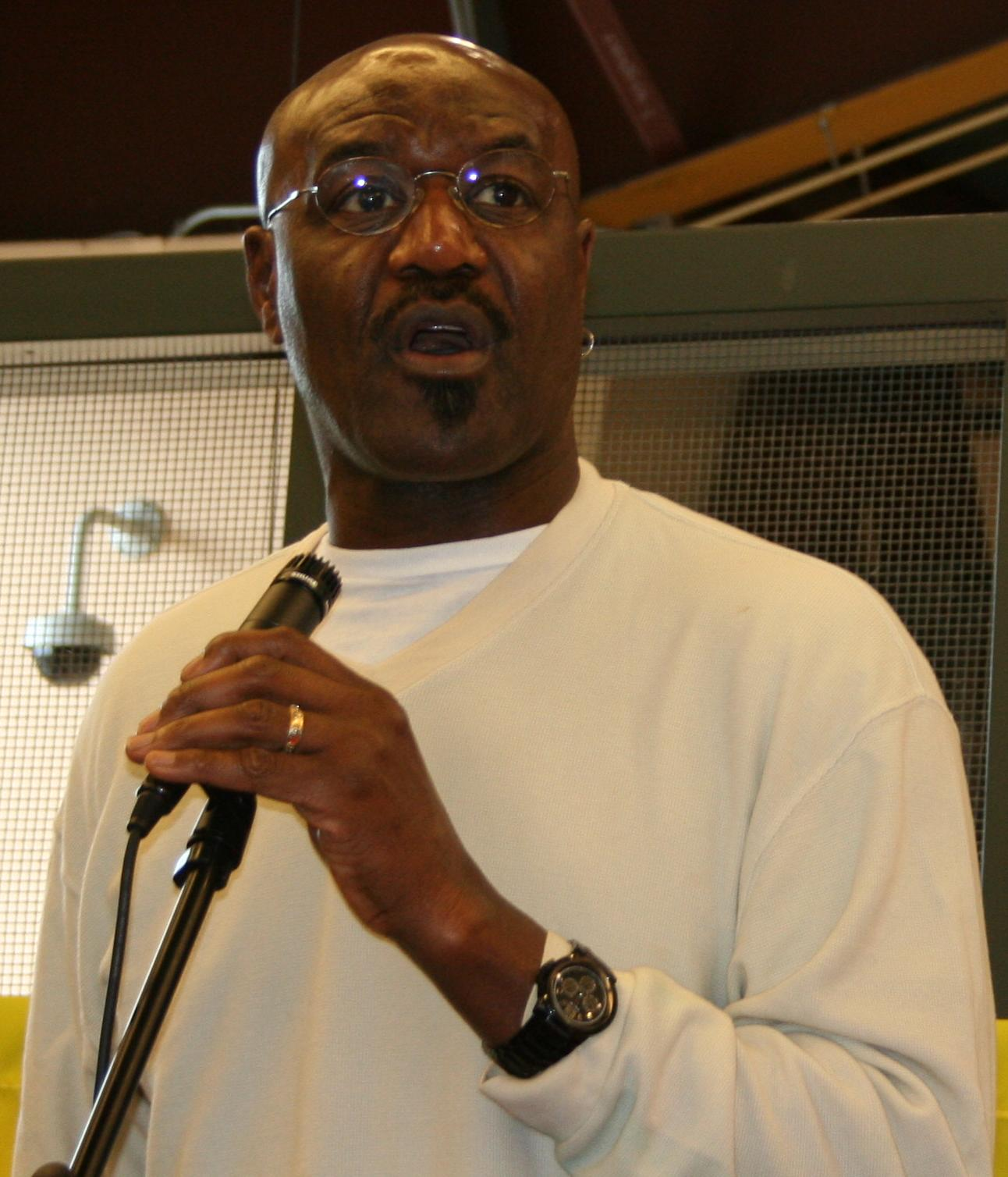
Delroy Lindo (* 1952)

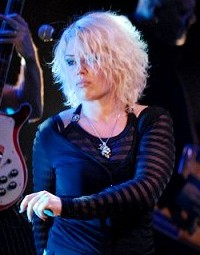
Kim Wilde (* 1960)

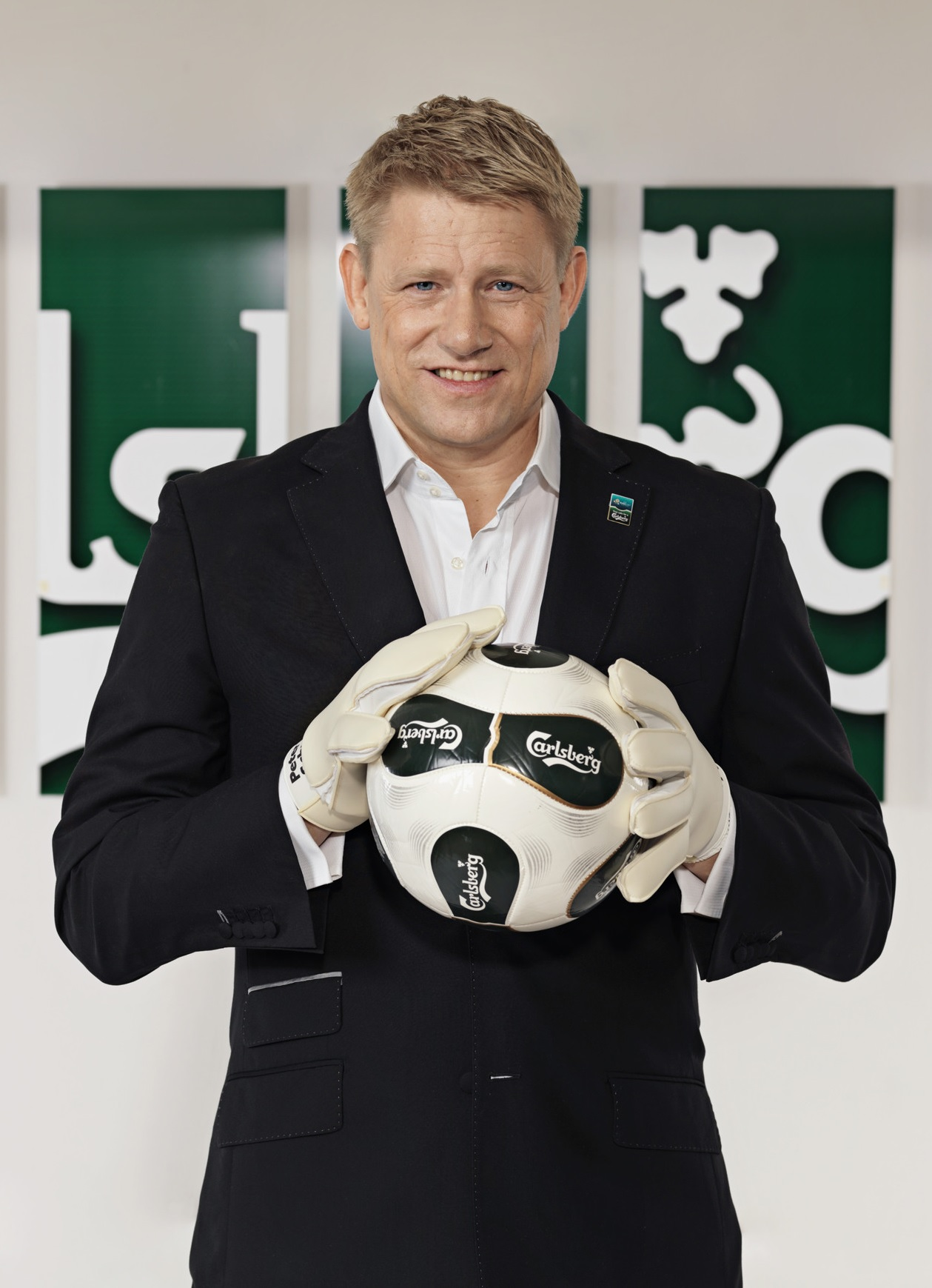
Peter Schmeichel (* 1963)

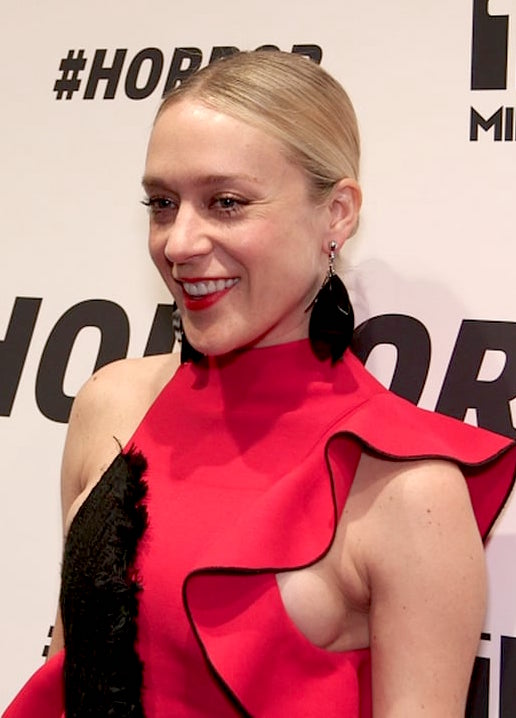
Chloë Sevigny (* 1974)

- 1522 – Lamoraal Egmont, generál a flanderský státník († 5. června 1568)
- 1630 – Eleonora Magdalena Gonzagová, císařovna, manželka Ferdinanda III. († 16. prosince 1686)
- 1674 – Luisa Marie Anna Bourbonská, nemanželská dcera francouzského krále Ludvíka XIV. († 15. září 1681)
- 1677 – Jacques Cassini, francouzský astronom († 15. dubna 1756)
- 1678 – Giovanni Maria Angelo Bononcini, italský violoncellista a hudební skladatel († ? 1753)
- 1736 – Anton Graff, švýcarský portrétní malíř († 22. června 1813)
- 1774 – Vilemína Pruská, nizozemská královna († 12. října 1837)
- 1786 – Carl Maria von Weber, německý hudební skladatel († 1826)
- 1787 – Louis Daguerre, francouzský pionýr fotografie († 12. července 1851)
- 1800 – John Nelson Darby, angloirský biblista a evangelista († 29. dubna 1882)
- 1810 – Asa Gray, americký botanik († 30. ledna 1888)
- 1832 – Adolf Erik Nordenskjöld, finsko-švédský botanik, geolog a cestovatel († 12. srpna 1901)
- 1836
  - Máximo Gómez, kubánský generál († 17. června 1905)
  - W. S. Gilbert, anglický dramatik, libretista, básník a ilustrátor († 29. května 1911)
- 1839 – August Kundt, německý fyzik († 21. května 1894)
- 1843 – Josip Eugen Tomić, chorvatský spisovatel († 13. července 1906)
- 1853
  - Leopold Pötsch, učitel Adolfa Hitlera († 16. října 1942)
  - Josef Melan, rakouský stavební inženýr († 6. února 1941)
- 1855 – Maurice Bouchor, francouzský básník, dramatik a sochař († 18. ledna 1929)
- 1856 – Nikolaj Nikolajevič Romanov, velkokníže ruský, nejvyšší velitel armády († 5. ledna 1929)
- 1857 – Gunnar Heiberg, norský dramatik († 22. února 1929)
- 1863 – Giuseppina Nicoli, italská řeholnice, blahoslavená katolické církve († 31. prosince 1924)
- 1864 – Panait Mușoiu, rumunský anarchista a socialistický aktivista († 14. listopadu 1944)
- 1870 – Franz Metzner, německý sochař († 24. března 1919)
- 1871
  - Robert Hugh Benson, anglický kněz a spisovatel († 19. října 1914)
  - Amadeo Vives, španělský hudební skladatel († 2. prosince 1932)
- 1877 – Arthur Cecil Pigou, britský ekonom († 7. března 1959)
- 1882
  - Jozef Leo Cardijn, belgický kardinál († 25. července 1967)
  - Jacques Maritain, francouzský katolický filosof († 28. dubna 1973)
- 1887 – Felice Bauerová, přítelkyně a snoubenka Franze Kafky († 15. října 1960)
- 1896 – Michail Nikolajevič Čisťakov, maršál dělostřelectva Sovětského svazu († 26. dubna 1980)
- 1897
  - Sándor Haraszti, maďarský novinář a politik († 19. ledna 1982)
  - Patrick Blackett, britský fyzik, nositel Nobelovy ceny za fyziku († 1974)
- 1898
  - Joris Ivens, nizozemský režisér († 28. července 1989)
  - Antun Branko Šimić, bosenský básník († 2. května 1925)
- 1903 – Jóko Óta, japonská spisovatelka († 10. prosince 1963)
- 1906
  - George Wald, americký chemik, nositel Nobelovy ceny za chemii († 1997)
  - Klaus Mann, německý spisovatel († 21. května 1949)
  - Corneliu Baba, rumunský malíř († 28. prosince 1997)
- 1907 – Compay Segundo, kubánský skladatel, kytarista a zpěvák († 14. července 2003)
- 1909 – Johnny Mercer, americký textař († 25. června 1976)
- 1913 – Keith Kissack, britský historik († 31. března 2010)
- 1920 – Edita Brestenská, slovenská paleontoložka († 2. května 2014)
- 1921 – Ferdinand Hložník, slovenský malíř a ilustrátor († 27. února 2006)
- 1923 – Alan Shepard, americký astronaut († 1998)
- 1924 – Oldrich Benda, slovenský fyzik († 11. července 1999)
- 1926 – Claude Williamson, americký klavírista († 16. července 2016)
- 1927 – Hank Ballard, americký zpěvák († 2. března 2003)
- 1928 – Sheila Jordan, americká jazzová zpěvačka
- 1935 – Erling Mandelmann, dánský portrétní fotograf († 14. ledna 2018)
- 1936
  - Ernest Petrič, slovinský právník a diplomat
  - Ennio Antonelli, italský kardinál
  - Don Cherry, americký kornetista a trumpetista († 19. října 1995)
- 1937 – Wolf Rüdiger Hess, architekt, syn nacistického politika Rudolfa Hesse († 24. října 2001)
- 1938
  - Vladimir Lvovič Levi, ruský lékař – psychiatr a spisovatel
  - Karl Schranz, rakouský alpský lyžař
- 1939
  - Margaret Atwoodová, kanadská spisovatelka, básnířka, feministická a sociální aktivistka
  - John O'Keefe, americko-britský neurovědec, Nobelova cena za fyziologii a lékařství 2014
- 1940 – Kábús bin Saíd, sultánem Ománu
- 1941 – Klaus Hildebrand, německý historik
- 1943 – Leonardo Sandri, argentinský kardinál, prefekt Kongregace pro východní církve
- 1945 – Mahinda Radžapaksa, prezident Srí Lanky
- 1947 – Zdzisław Sosnowski, polský umělec, a teoretik
- 1948 – Ana Mendieta, kubánská výtvarnice († 8. září 1985)
- 1949 – Herman Rarebell, německý bubeník
- 1950 – Rudy Sarzo, kubánsko-americký baskytarista
- 1951
  - Dudu Fišer, izraelský zpěvák, chazan (kantor) a muzikálový herec
  - Joni Rechter, izraelský zpěvák, hudební skladatel a pianista.
  - Heinrich Schiff, rakouský violoncellista a dirigent
  - Mark Neil Brown, americký vojenský letec a astronaut
- 1952
  - Chuck Lorre, americký scenárista, režisér, producent a skladatel
  - Delroy Lindo, anglický herec
- 1953 – Alan Moore, anglický komiksový scenárista
- 1960 – Kim Wilde, britská zpěvačka
- 1962 – Kirk Hammett, americký kytarista
- 1963
  - Peter Schmeichel, dánský fotbalista
  - Joost Zwagerman, nizozemský spisovatel († 8. září 2015)
- 1968
  - Ľubomír Sekeráš, slovenský hokejista
  - Owen Wilson, americký herec
- 1970 – Megyn Kellyová, americká novinářka, právnička a politická komentátorka
- 1974
  - Petter Solberg, norský jezdec rely
  - Chloë Sevigny, americká herečka
- 1977 – Kamil Mikulčík, slovenský herec, zpěvák a hudební skladatel
- 1979 – Edyta Ropek, polská sportovní lezkyně
- 1980 – Ivan Čerezov, ruský biatlonista
- 1981
  - Maggie Stiefvaterová, americká spisovatelka
  - Thierry Dusautoir, francouzský ragbista
- 1983
  - Jon Lech Johansen, spoluautor softwaru DeCSS
  - Robert Kazinsky, anglický herec
- 1984 – Lindsey Vonnová, americká sjezdová lyžařka
- 1985 – Allyson Felixová, americká atletka, sprinterka
- 1986 – Separ, slovenský raper
- 1994 – Danka Kovinićová, černohorská tenistka

## Úmrtí

### Česko

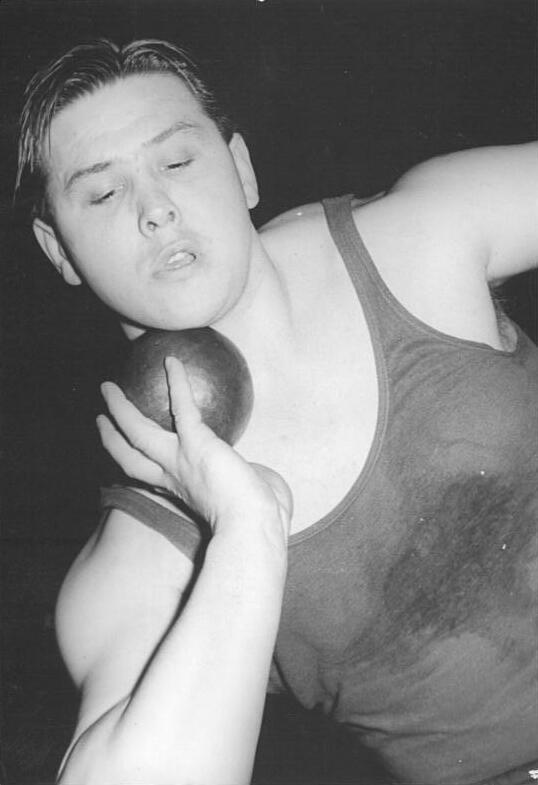
Jiří Skobla († 1978)

- 1618 – Albrecht Jan Smiřický, český šlechtic (* 17. prosince 1594)
- 1844 – Antonín Machek, portrétista (* 31. října)
- 1879 – Michal Antonín Kotler, český obchodník a cestovatel (* 29. září 1800)
- 1903 – Eduard Brzorád, český politik (* 8. prosince 1857)
- 1910 – Beneš Knüpfer, český malíř (* 12. dubna 1844)
- 1932 – Josef Voleský, český malíř (* 13. února 1895)
- 1944 – Leo Meisl, český architekt (* 10. září 1901)
- 1951 – František Michálek, český varhaník a hudební skladatel (* 10. března 1895)
- 1953 – František Votruba, básník, literární kritik, novinář a politik (* 13. dubna 1880)
- 1960 – Marie Hoppe-Teinitzerová, textilní a průmyslová výtvarnice (* 3. července 1879)
- 1962 – Josef Trnka, rektor Českého vysokého učení technického, profesor geodézie (* 5. prosince 1904)
- 1964 – Jan Dvořáček, československý fotbalový reprezentant (* 29. ledna 1902)
- 1967 – Alžběta Birnbaumová, historička umění a spisovatelka (* 16. března 1898)
- 1970 – Richard Feder, český rabín a spisovatel (* 26. srpna 1875)
- 1972 – Eduard Oliva, generální vikář litoměřické diecéze (* 19. července 1905)
- 1973 – Alois Hába, hudební skladatel a pedagog (* 21. června 1893)
- 1974
  - Emil Hradecký, muzikolog, hudební skladatel a pedagog, archivář (* 16. ledna 1913)
  - Milan Koch, český básník a spisovatel (* 3. října 1948)
- 1978
  - Jindřich Halabala, český nábytkový designér (* 24. května 1903)
  - Jiří Skobla, československý sportovec, bronzová medaili ve vrhu koulí na OH 1956 (* 6. dubna 1930)
- 1979 – Václav Příhoda, český pedagog (* 7. září 1889)
- 1980 – František Šorm, chemik (* 28. února 1913)
- 1984 – Karel Klapálek, český voják, armádní generál (* 26. května 1893)
- 1990 – Jiří Kabát, kněz a politický vězeň (* 28. října 1923)
- 2004 – František Kutta, ekonom a legendární horolezec (* 7. května 1923)
- 2005 – Libuše Geprtová, česká herečka (* 21. prosince 1941)
- 2011 – Zdeněk Zouhar, český pedagog, muzikolog a skladatel (* 8. února 1927)

### Svět

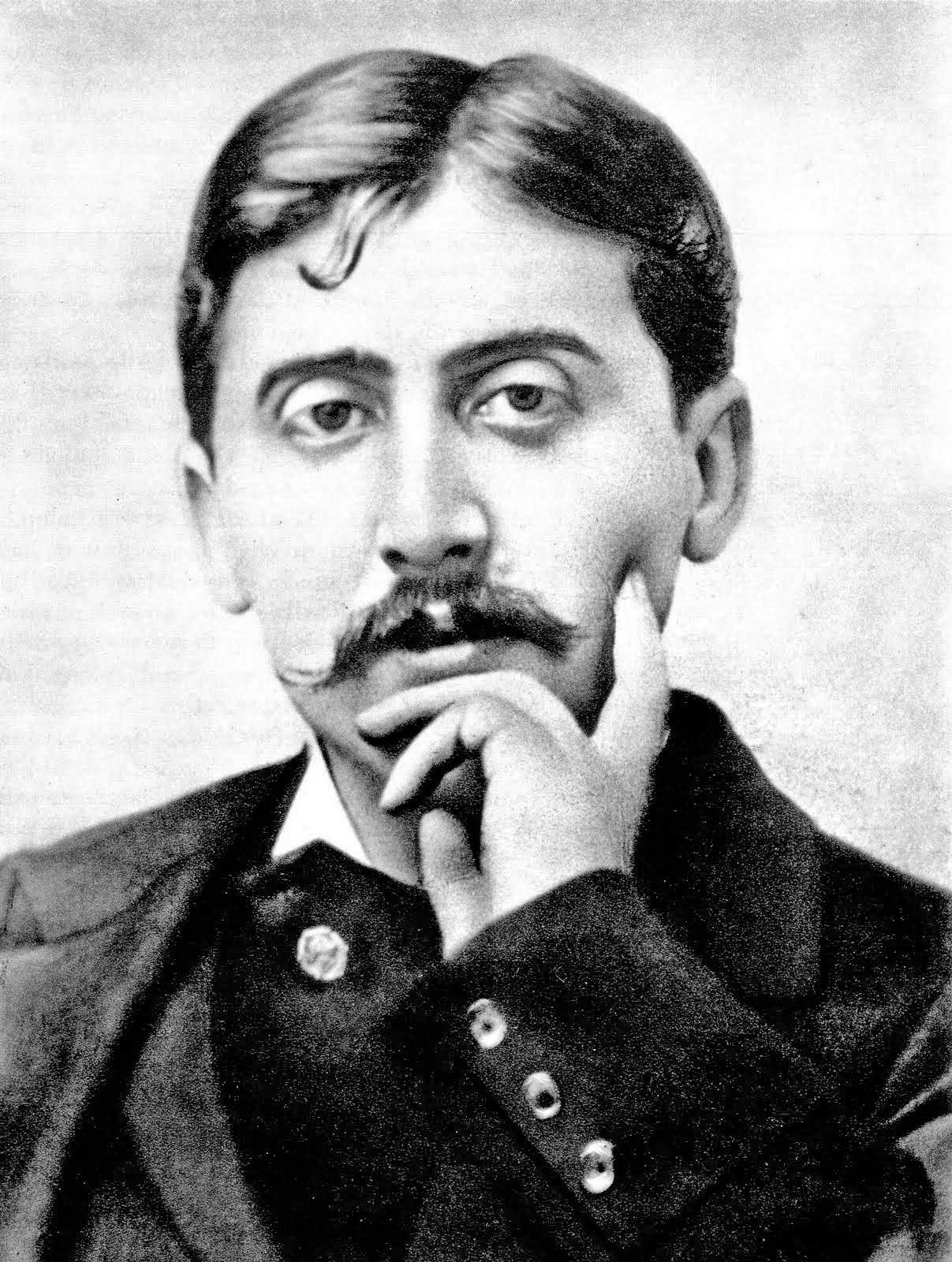
Marcel Proust († 1922)

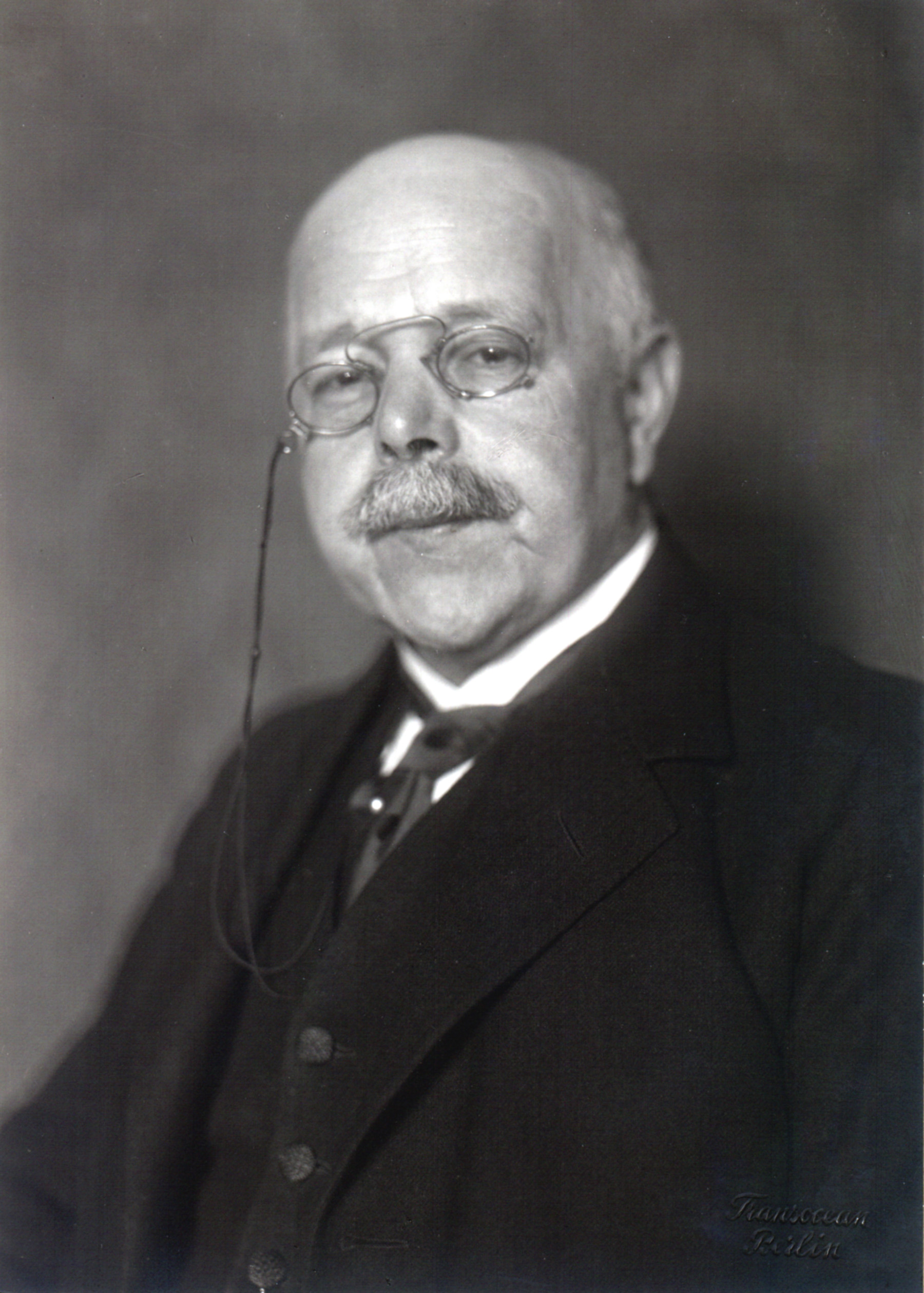
Walther Hermann Nernst († 1941)

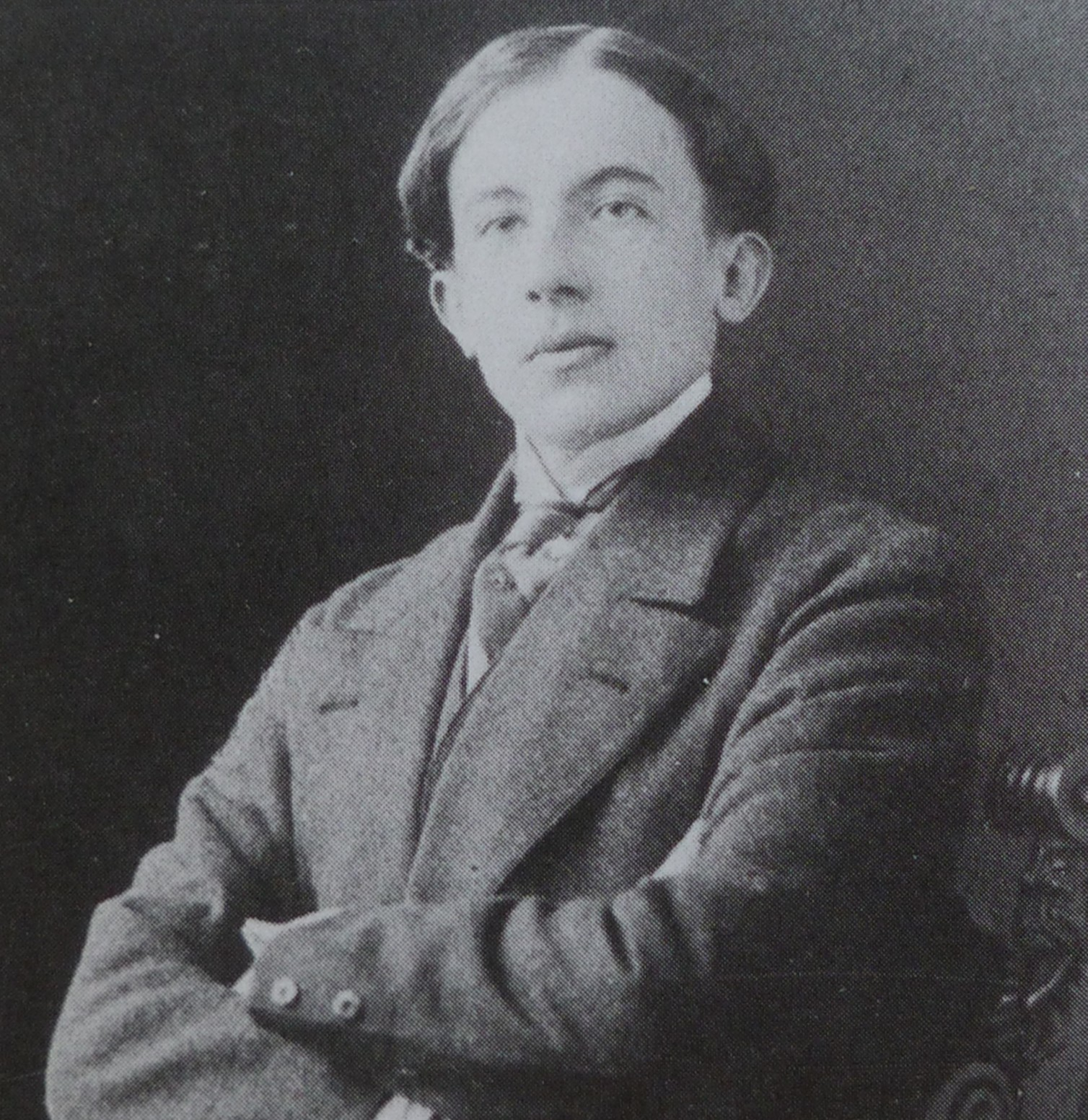
Paul Éluard († 1952)

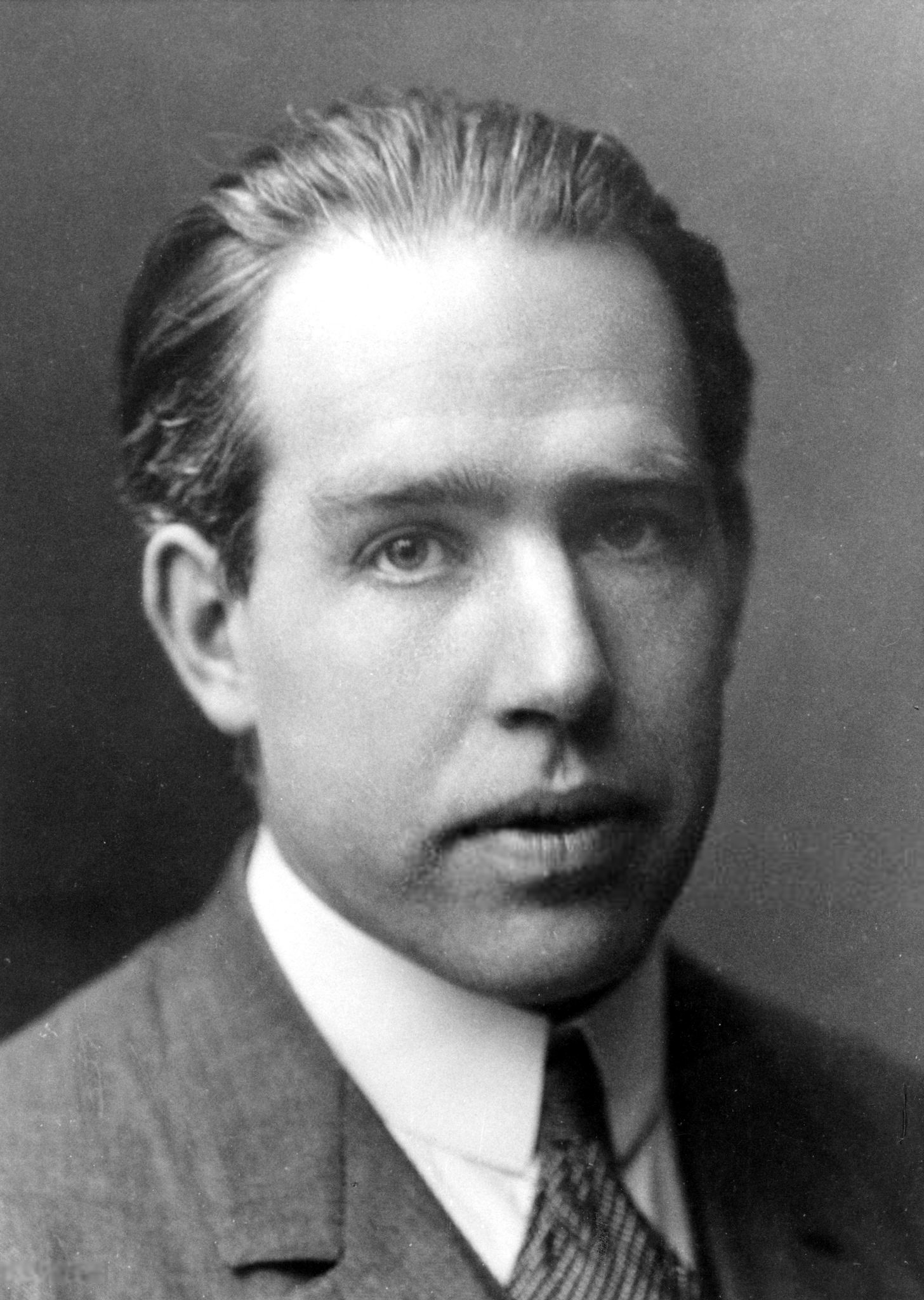
Niels Bohr († 1962)

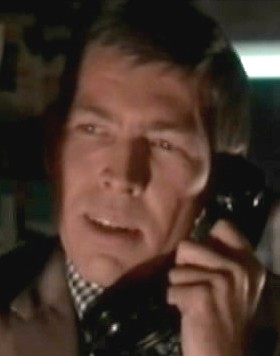
James Coburn († 2002)

- 1154 – Adéla Savojská, francouzská královna (* 1092)
- 1170 – Albrecht I. Medvěd, markrabě Severní marky, první markrabě braniborský a vévoda saský (* 1100)
- 1189 – Vilém II. Sicilský, král Sicílie (* 1155)
- 1313 – Konstancie Portugalská, kastilská královna (* 3. ledna 1290)
- 1558 – Marie Habsburská, manželka českého krále Ludvíka Jagellonského (* 18. srpna 1505)
- 1578 – Ferdinand Habsburský, syn Filipa II. Španělského (* 4. prosince 1571)
- 1664 – Mikuláš Zrinský, chorvatský a maďarský básník, vojevůdce a politik (1. května 1620)
- 1678 – Giovanni Maria Bononcini, italský houslista a hudební skladatel (* 23. září 1642)
- 1683 – Ludvík, vévoda z Vermandois, nemanželský syn francouzského krále Ludvíka XIV. (* 2. října 1667)
- 1720 – Calico Jack, anglický kapitán pirátů (* 21. prosince 1682)
- 1771 – Giuseppe de Majo, italský skladatel (* 5. prosince 1697)
- 1785 – Ludvík Filip I. Orleánský, francouzský vévoda (* 12. května 1725)
- 1814 – William Jessop, britský stavitel dopravních staveb (* 23. ledna 1745)
- 1817 – Alois Ugarte, rakouský úředník a státník (* 15. prosince 1749)
- 1818 – Josef Wallis, rakouský státník a úředník (* 31. srpna 1767)
- 1823 – Jean-Nicolas Pache, francouzský revoluční politik (* 5. května 1746)
- 1827 – Wilhelm Hauff, německý spisovatel (* 29. listopadu 1802)
- 1830 – Adam Weishaupt, německý filozof a zakladatel řádu Iluminátů (* 6. února 1748)
- 1834 – Philip Yorke, 3. hrabě z Hardwicke, britský politik a šlechtic (* 31. května 1757)
- 1844 – José Rondeau, argentinský uruguayský politik a voják (* 4. března 1773)
- 1846 – Aloys von Liechtenstein, rakouský šlechtic a politik († 25. března 1920)
- 1851 – Arnošt August I. Hannoverský, hannoverský král (* 5. června 1771)
- 1855 – Samuel Rogers, anglický básník, bankéř a mecenáš (* 30. června 1763)
- 1857 – John Fleming, skotský zoolog a geolog (* 10. ledna 1785)
- 1886 – Chester A. Arthur, prezident Spojených států (* 5. října 1829)
- 1888 – Walery Rzewuski, polský fotograf a komunální politik (* 14. června 1837)
- 1889 – William Allingham, irský spisovatel (* 19. března 1824)
- 1893 – Arnaud Michel d'Abbadie, francouzský cestovatel a kartograf (* 24. července 1815)
- 1907 – Andrej Plávka, slovenský spisovatel († 11. července 1982)
- 1908 – Anton Brenek, rakouský sochař (* 23. října 1848)
- 1914 – Karolina Kózka, polská blahoslavená (* 2. srpna 1898)
- 1915 – Karol Brančík, slovenský lékař a přírodovědec (* 13. března 1842)
- 1922 – Marcel Proust, francouzský spisovatel (* 10. července 1871)
- 1927 – Scipione Borghese, italský průmyslník, politik, horolezec a automobilový závodník (* 11. září 1871)
- 1928 – Pamela Wyndham, anglická šlechtična a spisovatelka (* 14. ledna 1871)
- 1934 – Pietro Gasparri, italský kardinál (* 5. května 1852)
- 1941 – Walther Hermann Nernst, německý fyzikální chemik, nositel Nobelovy ceny za chemii za rok 1920 (* 25. červen 1864)
- 1944 – Enzo Sereni, italský sionista a odbojář (* 17. dubna 1905)
- 1947 – Edwin Diller Starbuck, americký psycholog (* 20. února 1866)
- 1950 – Gerardus van der Leeuw, nizozemský protestantský farář, religionista a egyptolog (* 3. března 1890)
- 1952 – Paul Eluard, francouzský básník (* 14. prosince 1895)
- 1959
  - Alexandr Chinčin, sovětský matematik (* 19. července 1894)
  - Arkadij Šajchet, sovětský novinářský fotograf (* 9. září 1898)
- 1961
  - Clarence Pinkston, americký skokan, zlato na OH 1920 (* 1. února 1900)
  - Seraja Šapšal, představitel krymských a litevských Karaimů (* 20. května 1873)
- 1962
  - 'Ebdúlla Gorán, kurdský básník žijící v Iráku (* 1904)
  - Niels Bohr, nositel Nobelovy ceny za fyziku (* 7. října 1885)
- 1965 – Henry A. Wallace, americký státník a politik (* 7. října 1888)
- 1969 – Joseph Kennedy, americký podnikatel, politik a diplomat (* 6. září 1888)
- 1972 – Danny Whitten, americký kytarista a zpěvák (* 8. května 1943)
- 1973 – Peter Thomas McKeefry, kardinál (* 3. července 1899)
- 1976 – Man Ray, americký malíř, fotograf, sochař a filmař (* 27. srpna 1890)
- 1977 – Kurt Schuschnigg, rakouský politik, od roku 1934 rakouský kancléř (* 14. prosince 1897)
- 1978
  - Jim Jones, zakladatel sekty Chrám lidu (* 13. května 1931)
  - Lennie Tristano, americký jazzový pianista a skladatel (* 19. března 1919)
- 1980 – Wiktor Niemczyk, polský evangelický teolog (* 20. listopadu 1898)
- 1987 – Jacques Anquetil, legendární francouzský cyklista (* 8. ledna 1934)
- 1991 – Gustáv Husák, československý prezident (* 10. ledna 1913)
- 1992 – Radu Tudoran, rumunský spisovatel (* 8. března 1910)
- 1996 – Étienne Wolff, francouzský biolog (* 12. února 1904)
- 1999 – Horst P. Horst, americký módní fotograf (* 14. srpna 1906)
- 2002 – James Coburn, americký herec (* 31. srpna 1928)
- 2003 – Michael Kamen, americký hudební skladatel a dirigent (* 15. dubna 1948)
- 2009 – Jeanne-Claude, francouzská výtvarnice (* 13. června 1935)
- 2015 – Jonah Lomu, novozélandský hráč ragby (* 1975)
- 2016 – Sharon Jonesová, americká zpěvačka (* 1956)
- 2017
  - Ben Riley, americký džezový bubeník (* 1933)
  - Malcolm Young, australský kytarista, zpěvák a skladatel (* 1953)
- 2020 – László Benkő, maďarský hudebník (* 1943)

## Svátky

### Česko
- Romana
- Odolen, Odon, Udo

Katolický kalendář
- posvěcení římských bazilik Sv. Petra a Pavla
- bl. Karolina Kózka

### Svět
- Omán: Národní den
- Lotyšsko: Státní svátek
- Haiti: Den armády
- Mezinárodní nekuřácký den (je-li čtvrtek)
- Světový den filosofie (je-li čtvrtek)
- USA: Začátek Národního týdne dětské knihy (je-li pondělí)

| 18. listopad v pražském KlementinuÚdaje jsou platné k 11. 3. 2025. | 18. listopad v pražském KlementinuÚdaje jsou platné k 11. 3. 2025. | 18. listopad v pražském KlementinuÚdaje jsou platné k 11. 3. 2025. |
| minimum                                                            | denní průměr                                                       | maximum                                                            |
| ------------------------------------------------------------------ | ------------------------------------------------------------------ | ------------------------------------------------------------------ |
| −9,5 °C (1902)                                                     | 4,8 °C (od 1961)                                                   | 16,2 °C (2015)                                                     |